# Giselbert de les Ardennes
Gislebert, Giselbert o Gilbert (? - 24 de novembre potser del 964 o anterior al 965) fou un noble del comtat palatí de Lotaríngia, fill de Wigeric de Bidgau. A la mort d'aquest vers el 921 els seus fills van rebre territoris i Gislebert potser fou comte a les Ardennes; el seu germà Frederic va rebre un territori que va tenir per centre la població de Bar; i un tercer germà, Goteló va rebre altres territoris al Bidgau i Methingau. Hi havia alguns altres fills, però un hauria mort i l'altra seria massa jove i no devien entrar en el repartiment. Però després de la mort de Goteló vers el 943 (en aquest any ja era mort) van perdre aquestos territoris, sembla que per decisió del rei, que els va cedir, juntament amb el comtat de Verdun a Enric de Baviera, fill d'Arnulf I de Baviera.
Aquest era viu el 954 però va morir algun temps després, probablement vers el 959, sense deixar fills, i els territoris (incloent Verdun) van anar a Godofreu el Captiu, fill de Goteló. Frederic va conservar els seus territoris a Bar, i un altre fill de Wigeric, de nom Sigifred, va rebre el Moselgau (on va construir la fortalesa de Luxemburg que va donar nom al seu comtat). Gislebert apareix com a comte de les Ardenes el 17 d'abril de 963 ("in comitatu Giselberti comitis in pago Arduenne in villa…Viulna") quan va bescanviar territoris amb Sigifred, i ja no torna a ser esmentat fins a la seva mort un 24 de novembre que podria ser del 963 o del 964, ja que la seva dona Hadwida va fer una donació el 23 de febrer del 965 a l'abadia de Gorze, en la qual s'esmenta que Gislebert estava enterrat a l'abadia. Va deixar un fill de nom Godofreu que vivia el 965 però ja no torna a ser esmentat i cal suposar que va morir poc després.